# Pierre Simon Girard
Pierre Simon Girard (francès: Pierre-Simon Girard)  (Caen, 4 de novembre de 1765 - París, 30 de novembre de 1836) fou un enginyer i matemàtic francès.

## Vida i Obra
Girard va mostrar des de jove talent per l'estudi, cosa que li va permetre ingressar a la prestigiosa École Nationale des Ponts et Chaussées on es va graduar el 1789 i va establir amistat amb Gaspard de Prony amb qui col·laborarà en diversos projectes, sobretot, en l'edició del Dictionaire des Ponts et Chausées, obra que mai es va arribar a publicar.
El seu professor, Jacques-Élie Lamblardie, el va contractar per treballar a Le Havre on era responsable de carreteres, transport i, sobre tot, de l'ampliació del port. Això va significar un coneixement pràctic que mai hagués obtingut per altres mitjans.

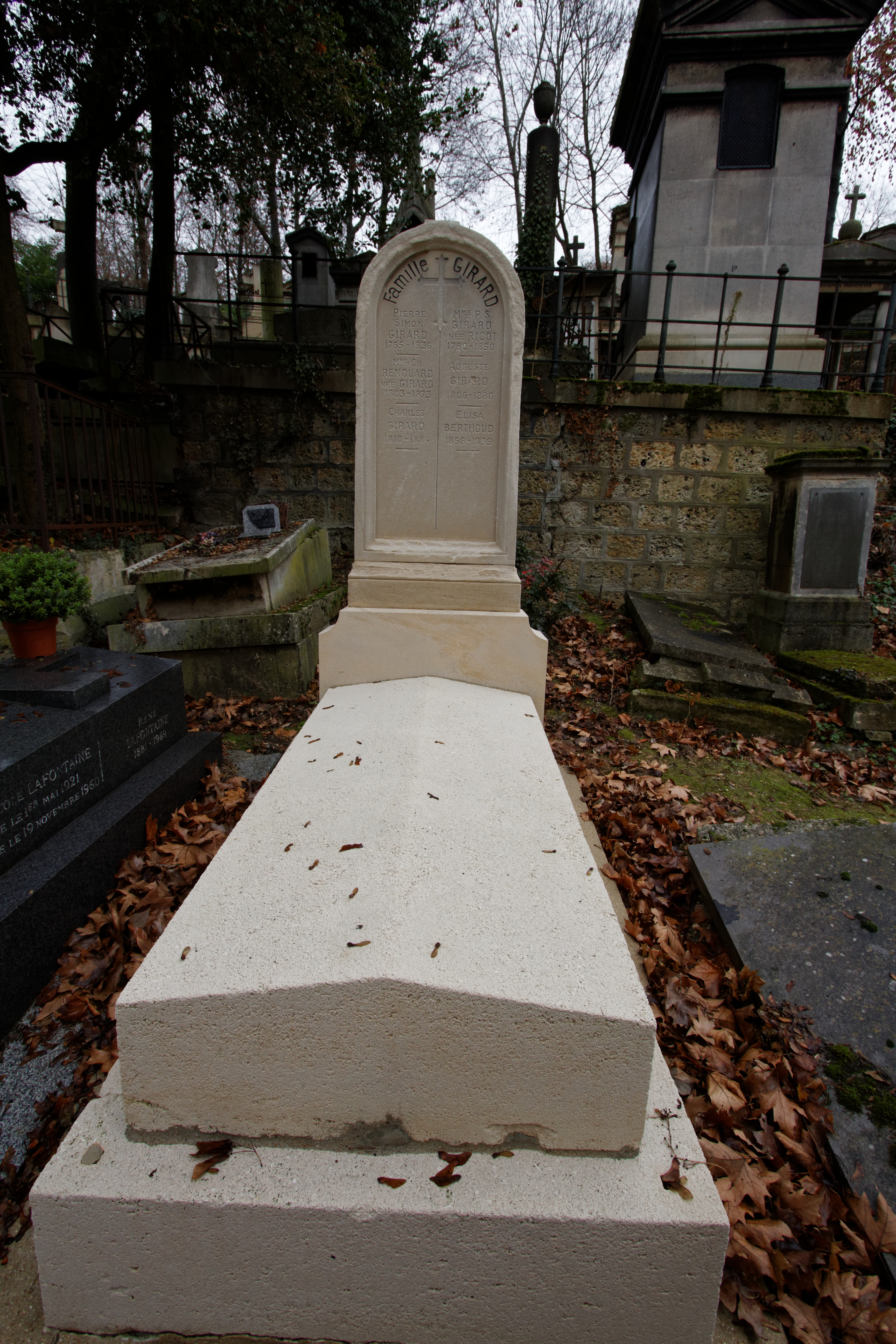
Tomba de Girard al cementiri del Père-Lachaise.

El 1798 es publica una de les seves obre més influents: el Traité analytique de la résistance des solides et des solides d'egal résistance, obra pionera en l'estudi de l'elasticitat física que va resultar ser la primera obra publicada en el camp de la resistència de materials, tot i que les seves equacions, seguint Euler, resultaven massa complicades pel camp de l'enginyeria.
Aquest mateix any, s'enrola en l'expedició de Napoleó a l'Egipte com cap enginyer de ponts i carreteres. Mentre va ser a Egipte va participar en una ampla gama de temes  i va donar mostres de valentia en ser un dels darrers en abandonar el país el 1801.
Al seu retorn, Napoleó el nomena director del servei d'aigües de París. En l'exercici del seu càrrec dirigirà un dels projectes hidràulics més importants per a l'abastiment d'aigua a la ciutat: el projecte del canal del Ourcq. Després de notables dificultats i discussions, en publicarà una memòria completa el 1831: Mémoires sur le Canal de l'Ourcq & la distribution de ses eaux.